# Rindö smedja
Rindö smedja var en småort på ön Rindö i Vaxholms kommun i Stockholms län. Bebyggelsen i området sammanlades 2015 med tätorten Rindö.
I området finns före detta underbefäls- och underofficersbostäder, som uppfördes 1897 och 1899 åt artillerikåren och 1905 åt kustartilleriet.

## Befolkningsutveckling
| Befolkningsutvecklingen i Rindö Smedja 1990–2010        | Befolkningsutvecklingen i Rindö Smedja 1990–2010 | Befolkningsutvecklingen i Rindö Smedja 1990–2010 | Befolkningsutvecklingen i Rindö Smedja 1990–2010 | Befolkningsutvecklingen i Rindö Smedja 1990–2010 |
| ------------------------------------------------------- | ------------------------------------------------ | ------------------------------------------------ | ------------------------------------------------ | ------------------------------------------------ |
|                                                         |                                                  |                                                  |                                                  |                                                  |
| År                                                      |                                                  |                                                  | Folkmängd                                        | Areal (ha)                                       |
| 1990                                                    | 1990                                             |                                                  | 49                                               | #                                                |
| 1995                                                    | 1995                                             |                                                  | 55                                               | 12#                                              |
| 2000                                                    | 2000                                             |                                                  | 69                                               | 12#                                              |
| 2005                                                    | 2005                                             |                                                  | 68                                               | 13#                                              |
| 2010                                                    | 2010                                             |                                                  | 76                                               | 13#                                              |
| Anm.: Sammanlades 2015 med tätorten Rindö # Som småort. |                                                  |                                                  |                                                  |                                                  |